# César Soriano
César Soriano Ferrero (Ontinyent, 23 aprile 1983) è un ex calciatore spagnolo, di ruolo difensore.

## Carriera
Ha giocato nella massima serie e nella seconda divisione spagnola.